# NFL 1930
Die NFL-Saison 1930 war die elfte Saison der US-amerikanischen Footballliga National Football League (NFL). Die Green Bay Packers konnten den Vorjahrssieg verteidigen.
Das Franchise der Dayton Triangles wurde von Geschäftsleuten aus Brooklyn gekauft und die Mannschaft in Brooklyn Dodgers umbenannt. Die Orange Tornadoes starteten als Newark Tornadoes. Erstmals nahmen die Portsmouth Spartans, die späteren Detroit Lions, an der Meisterschaft teil.

## Tabelle
| Team                     | S  | N  | U | SQ    |
| ------------------------ | -- | -- | - | ----- |
| Green Bay Packers        | 10 | 3  | 1 | 0,769 |
| New York Giants          | 13 | 4  | 0 | 0,765 |
| Chicago Bears            | 9  | 4  | 1 | 0,692 |
| Brooklyn Dodgers         | 7  | 4  | 1 | 0,636 |
| Providence Steam Roller  | 6  | 4  | 1 | 0,600 |
| Staten Island Stapletons | 5  | 5  | 2 | 0,500 |
| Chicago Cardinals        | 5  | 6  | 2 | 0,455 |
| Portsmouth Spartans      | 5  | 6  | 3 | 0,455 |
| Frankford Yellow Jackets | 4  | 13 | 1 | 0,222 |
| Minneapolis Red Jackets  | 1  | 7  | 1 | 0,125 |
| Newark Tornadoes         | 1  | 10 | 1 | 0,091 |